# Северни ток 2
Северни ток 2 (рус. Северный поток) је гасовод између руског града Уст Луга и немачког града Грајфсвалда којим се руски гас транспортује у западну Европу. Гасовод почиње од компресорске станице Славјанскаја у Лењинградској области и пролази поред северног тока кроз Балтичко море, дугачак је 1.234 km (767 mi). Изградња гасовода је почела 2011. године, за проширење постојећег северног тока и двоструки годишњи капацитет до 110 милијарди кубних метара. Завршен је у септембру 2021, али још није пуштен у погон.
Планирање и изградња гасовода били су увучени у политичке контроверзе због страха да ће га Русија искористити за геополитичку предност са Европом.

## Историја
Норд Стрим АГ је започео са радом 2011. године, процену пројекта проширења који се састоји од две додатне линије (касније назване Северни ток  2) како би се удвостручио годишњи капацитет на 110 милијарди м³ кубни метара. По капацитету и дужини сличан је постојећем гасоводу Северни ток. Од њега се разликује по улазној тачки која се налази у региону Уст Луга на јужној обали Финског залива, као и по траси која заобилази острво Борнхолм (за разлику од предходног Северног тока, положеног у територијалним водама Данске, Северни ток 2 иде на југ да заобиђе територијалне воде око острва, услед чега два пута прелази Северни ток). Разликује се и по саставу акционара. Гаспром је једини акционар од 2017. године, а компаније Енгие (Француска), ОМВ (Аустрија), ШEL (Енглеска и Холандија), Унипер и Винтерштал (Немачка) учествују као инвеститори.
Упоредо са изградњом гасовода, извршено је и проширење приобалне мреже за пренос гаса. Паралелно са постојећим копненим проширењем Северног тока (гасовод ОПАЛ), немачке компаније изградиле су гасовод Еугал за снабдевање гасом централноевропског гасног чворишта у близини града Баумгартен ан-дер Март (Аустрија), и у Чешкој Републици, НЕТ4 ГАС гради гасовод (паралелно са постојећим гасоводом „Газела гасовод“) [8], пуштен је у рад у фазама 2019. и 2021. године [9] [10] [11]. У Русији је изграђена компресорска станица код Грјазовеца и обалска компресорска станица код Славјанска.
Пројекат је директно или индиректно утицао и утиче на интересе широког спектра земаља и компанија (код присталица и противника пројекта) изазвао је бурну дискусију на међудржавном нивоу и у мејнстрим медијима.

### Процес постављања цеви
У августу 2012. године, Норд Стрим АГ је пријавио финској и естонској влади план студија за руте у њиховим подводним ексклузивним економским зонама за трећу и четврту линију гасовода. Разматрала се и опција за додатни цевовод да се усмере до Уједињеног Краљевства, али се од овог плана одустало.
Гаспром је саопштио јануару 2015. године, да је пројекат проширења стављен на чекање јер су постојеће линије радиле само на пола капацитета због санкција ЕУ према Русији. У јуну 2015. потписан је споразум о изградњи Северног тока 2 између Гаспрома, ШЕЛ-а, Е.ОН-а, ОМВ-а и Енгие-а. Пошто је Пољска блокирала стварање заједничког предузећа, 24. априла 2017, Унипер, Винтерштал, Енгие, ОМВ и ШЕЛ потписали су уговор о финансирању са Норд Стрим АГ, подружница Гаспрома одговорна за развој пројекта Северни ток  2. Немачка је 31. јануара 2018. одобрила Северном току 2 дозволу за изградњу и рад у немачким водама и за копнена подручја у близини Лубмина. У мају 2018. почела је изградња до крајње тачке Грајфсвалда.
У јануару 2019, амерички амбасадор у Немачкој Ричард Гренел послао је писма компанијама укљученим у изградњу Северног тока 2 позивајући их да престану да раде на пројекту и претећи им могућношћу санкција. У децембру 2019. републикански сенатори Том Круз и Рон Џонсон такође су позвали власника компаније Алсеас, Едварда Херему, да обустави радове на гасоводу, упозоравајући га да би у супротном САД увеле санкције. Круз је такав предлог закона формално предложио 8. новембра 2021. године, како би се омогућило увођење санкција.
Алсеас компанија је објавила 21. децембра 2019. године, да је обуставила своје активности постављања цеви за гасовод Северни ток 2, очекујући доношење Закона о овлашћењу америчке националне одбране за фискалну 2020. годину, који је садржао санкције против Северног тока 2. Ангела Меркел је критиковала санкције Сједињених Држава према Русији које су усмерене на енергетске пројекте ЕУ и Русије.
У мају 2020. немачки енергетски регулатор одбио је изузетак од правила конкуренције која захтевају да Северни ток 2 одвоји власништво над гасом од преноса. У августу 2020. Пољска је казнила Гаспром са 50 милиона евра због недостатка сарадње са истрагом коју је покренуо УО КиК, пољски антимонополски надзорник. УО КиК је навео правила конкуренције против Гаспрома и компанија које финансирају пројекат, сумњајући да су наставили радове на гасоводу без дозволе владе Пољске.
У децембру 2020. године руски брод „Академик Черски“ наставио је са постављањем цеви. Брод „Фортуна“, придружио се броду Черски да доврше цевовод. Владимир Путин је 4. јуна 2021. објавио да је постављање цеви за прву линију Северног тока 2 у потпуности завршено. Дана 10. јуна спојени су делови гасовода. Постављање друге линије је завршено у септембру 2021. године.
У јуну 2021, амерички државни секретар Ентони Блинкен рекао је да је завршетак Северног тока 2 неизбежан. У јулу 2021, САД су позвале Украјину да не критикује предстојећи споразум са Немачком о гасоводу. Џо Бајден и Ангела Меркел су 20. јула 2021. године, постигли коначан договор да САД могу покренути санкције ако Русија користи Северни ток као „политичко оружје“. Споразум има за циљ да спречи да Пољска и Украјина буду прекинуте у испоруци руског гаса. Украјина ће добити зајам од 50 милиона долара за зелену технологију до 2024. године, а Немачка ће основати фонд од милијарду долара за промовисање преласка Украјине на зелену енергију како би надокнадила губитак за транзит гаса. Уговор о транзиту руског гаса кроз Украјину биће продужен до 2034. године ако се руска Влада сагласи.
Први крак гасовода „Северни ток 2" напуњен је техничким гасом, 18. октобра 2021. године, и врше се припреме за пуњење другог крака, наводи се у саопштењу оператера пројекта „Северни ток 2". Гасовод „Северни ток 2“ је спреман за експлоатацију, саопштио је високи званичник компаније Алексеј Финков. Немачки енергетски регулатор суспендовао је одобрење 16. новембра 2021. године, Северном току 2, након тога европске цене природног гаса порасле су за 17%.
Пољски премијер Матеуш Моравјецки позвао је 9. децембра 2021. године новоименованог немачког канцелара Олафа Шолца да се супротстави покретању Северног тока 2 и да не попушта под притисцима Русије. Током посете Риму, Моравјецки је рекао: „Позваћу канцелара Шолца да не попусти под притисцима Русије и да не дозволи да се Северни ток 2 користи као инструмент за уцену Украјине, инструмент за уцену Пољске, инструмент за уцену против Европске уније“.
Директор руског енергетског гиганта „Гаспром“ Алексеј Милер саопштио је 29. децембра 2021. године да је завршено пуњење техничким гасом другог крака „Северног тока 2“.
Немачки канцелар Шолц је суспендовао сертификацију Северног тока 2, дана 22. фебруара 2022. као последица руског признања Доњецке и Луганске републике и размештања трупа на територији коју држе ДНР и ЛНР. Предузеће Норд Стрим 2 АГ поднело је захтев за банкрот 1. марта 2022. и отпустио свих 106 запослених из свог седишта у Цугу, у Швајцарској.
Гаспром је пријавио огроман губитак притиска и знаке великих испуштања гаса 26. септембра 2022. године, у близини данског острва Борнхолм. Убрзо након тога откривено је цурење гаса из два гасовода унутар данске и шведске економске зоне. Дан након што је дошло до цурења информација, шведска полиција је отворила истрагу о инциденту, назвавши га "великом саботажом". Истрага се води у сарадњи са другим надлежним органима, као и са Шведском службом безбедности. Слична истрага је отворена у Данској. Две нације су биле у блиском контакту, а такође су биле у контакту са другим земљама балтичког региона и НАТО-ом. Ово цурење гаса из Северног тока сматра се саботажом. Шведска обалска стража је 29. септембра 2022. потврдила друго цурење из Северног тока 2 веома близу већег цурења пронађеног раније на Северном току.

## Техничке карактеристике
Планирана дужина од два крака гасовода Северни ток 2 је 1.234 км. Укупан капацитет две линије је 55 милијарди м³ природног гаса годишње.
| Држава  | Дужина | Локација                                                             | Дозвола за изградњу | Кoнструкција                              |
| ------- | ------ | -------------------------------------------------------------------- | --- | ----------------------------------------- |
| Русија  | 118 km | копно, Балтичко море (територијалне воде)                            | |                                           |
| Финска  | 374 km | Балтичко море (искључива економска зона)                             | 5. април 2018. Добијена дозвола Владе за коришћење ексклузивне економске зоне Финске, 12. априла 2018. године добијена дозвола за изградњу и рад гасовода у складу са Законом о водама. | полагање цеви завршено 21. августа 2019.  |
| Шведска | 510 km | Балтичко море (искључива економска зона)                             | 7. јуна 2018. године добијена је дозвола за изградњу и рад шведске деонице трасе . |                                           |
| Данска  | 147 km | Балтичко море (искључива економска зона)                             | 30. октобра 2019. године, данска агенција за енергетику издала је дозволу за изградњу Југоисточне руте.                                                                                 |                                           |
| Немачка | 85 km  | Балтичко море (искључива економска зона и територијалне воде), копно | 31. јануара 2018. године | полагање цеви завршено 6. септембрa 2021. |

Осим руске и данске деонице, траса Северног тока 2 прати углавном трасу гасовода Северни ток.